# Boeing X-51 Waverider
Boeing X-51 (còn gọi là X-51 Waverider) là một mẫu tên lửa thử nghiệm động cơ scramjet không người lái, nó có thể đạt tới vận tốc siêu thanh Mach 5, xấp xỉ 4.000 dặm Anh trên giờ (6.400 km/h) khi bay thử nghiệm.

## Tính năng kỹ chiến thuật
Dữ liệu lấy từ Boeing, Air Force
Đặc điểm tổng quát
- Kíp lái: 0
- Chiều dài: 25 ft  in (7.62 m)
- Trọng lượng rỗng: 4.000 lb (1.814 kg)

Hiệu suất bay
- Vận tốc cực đại: >3.900 mph (>6.200 km/h)
- Vận tốc cực đại: Mach >5,1
- Tầm bay: 460 dặm (740 km)
- Trần bay: 70.000 ft (21.300 m)